# Kert
Kert je priimek v Sloveniji, ki ga je po podatkih Statističnega urada Republike Slovenije na dan 1. januarja 2010 uporabljalo 151 oseb.

## Znani nosilci priimka
- Adrian Kert, urednik, založnik v Celovcu
- Andreja Kert (*1964), poslanka DZ
- Božidar Kert (*1928), geograf in pedagog
- Jožko Kert (*1943), koroški kulturni delavec, zborovodja (inž. kemije)
- Miro(slav) Kert (*1940), finančnik, bančnik, menedžer (1. direktor Cankarjevega doma v ustanavljanju)
- Mojca Kert, gospodarstvenica, menedžerka
- Sonja Kert Wakounig, koroška narodna delavka
- Zlata Kert (1939–81), bibliotekarka, prejemnica Čopove diplome leta 1975